# Al Attles

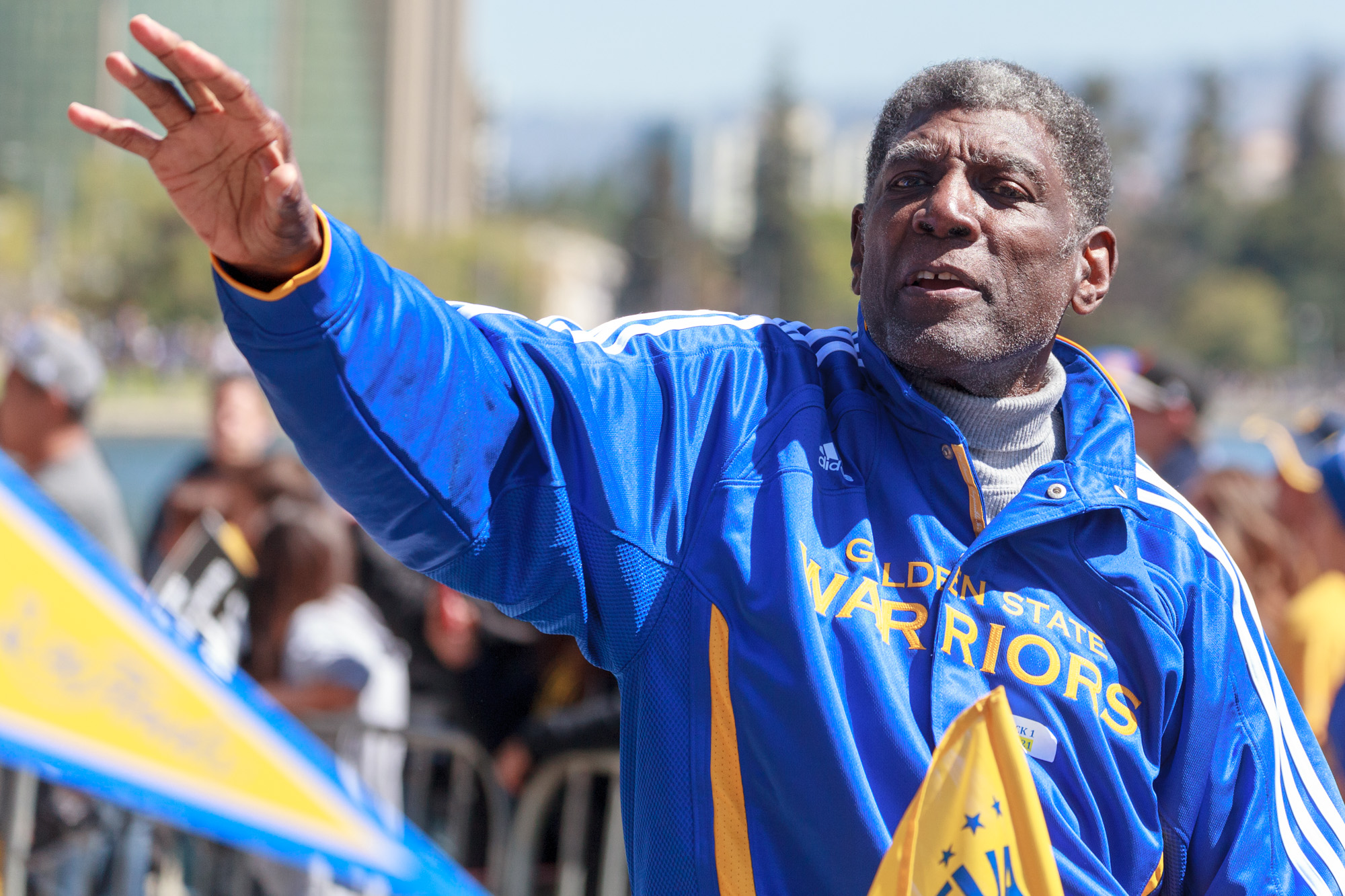
Attles bei der Meisterfeier der Golden State Warriors (2015)

Alvin Austin Attles Jr. (* 7. November 1936 in Newark, New Jersey; † 20. August 2024) war ein US-amerikanischer Basketballspieler und -trainer. Zwischen 1960 und 1971 spielte der Point Guard in der National Basketball Association (NBA) für die Mannschaft der Philadelphia Warriors/San Francisco Warriors.
Er war einer der ersten afro-amerikanischen NBA-Trainer. In den 1970er Jahren trainierte Attles die Warriors und führte die Mannschaft um Rick Barry als Außenseiter zur NBA-Meisterschaft 1975. Er wurde 2019 als Förderer (Contributor) in die Naismith Memorial Basketball Hall of Fame aufgenommen.